# Ekers landskommun
Ekers landskommun var en tidigare kommun i Örebro län.

## Administrativ historik
Den bildades då 1862 års kommunalförordningar trädde i kraft, i Ekers socken i Örebro härad i Närke. 
Vid kommunreformen 1952 uppgick den i Örebro stad. Området ingår numera i Örebro kommun.
Landskommunen tillhörde Ekers församling, som uppgick i Längbro församling 1954.

## Kommunvapen
Ekers landskommun förde inte något vapen.

## Befolkningsutveckling
| Befolkningsutvecklingen i Ekers landskommun 1870–1950 | Befolkningsutvecklingen i Ekers landskommun 1870–1950 | Befolkningsutvecklingen i Ekers landskommun 1870–1950 | Befolkningsutvecklingen i Ekers landskommun 1870–1950 | Befolkningsutvecklingen i Ekers landskommun 1870–1950 |
| --- | ----------------------------------------------------- | ----------------------------------------------------- | ----------------------------------------------------- | ----------------------------------------------------- |
| |                                                       |                                                       |                                                       |                                                       |
| År |                                                       |                                                       | Folkmängd                                             |                                                       |
| 1870 | 1870                                                  |                                                       | 554                                                   |                                                       |
| 1875 | 1875                                                  |                                                       | 595                                                   |                                                       |
| 1880 | 1880                                                  |                                                       | 566                                                   |                                                       |
| 1885 | 1885                                                  |                                                       | 523                                                   |                                                       |
| 1890 | 1890                                                  |                                                       | 529                                                   |                                                       |
| 1895 | 1895                                                  |                                                       | 488                                                   |                                                       |
| 1900 | 1900                                                  |                                                       | 467                                                   |                                                       |
| 1905 | 1905                                                  |                                                       | 452                                                   |                                                       |
| 1910 | 1910                                                  |                                                       | 458                                                   |                                                       |
| 1915 | 1915                                                  |                                                       | 429                                                   |                                                       |
| 1920 | 1920                                                  |                                                       | 449                                                   |                                                       |
| 1925 | 1925                                                  |                                                       | 470                                                   |                                                       |
| 1930 | 1930                                                  |                                                       | 419                                                   |                                                       |
| 1935 | 1935                                                  |                                                       | 394                                                   |                                                       |
| 1940 | 1940                                                  |                                                       | 341                                                   |                                                       |
| 1945 | 1945                                                  |                                                       | 334                                                   |                                                       |
| 1950 | 1950                                                  |                                                       | 374                                                   |                                                       |
| Anm.: Uppgifterna avser förhållandena den 31 december för det utskrivna året enligt den administrativa indelning som gällde den 1 januari efterföljande år. |                                                       |                                                       |                                                       |                                                       |